# Adolphe del Fosse et d'Espierres
Adolphe del Fosse et d'Espierres, né à Tournai le 17 janvier 1798 et mort à Tournai le 18 mars 1879, est un homme politique belge.

## Fonctions et mandats
- Membre du Sénat belge : 1847-1848

## Sources
- Oscar COOMANS DE BRACHÈNE, État présent de la noblesse belge, Annuaire 1988, Brussel, 1988.
- Jean-Luc DE PAEPE & Christiane RAINDORF-GERARD (red.), Le Parlement belge, 1831-1894. Données biographiques, Brussel, 1996.